# 이게파르벤 재판

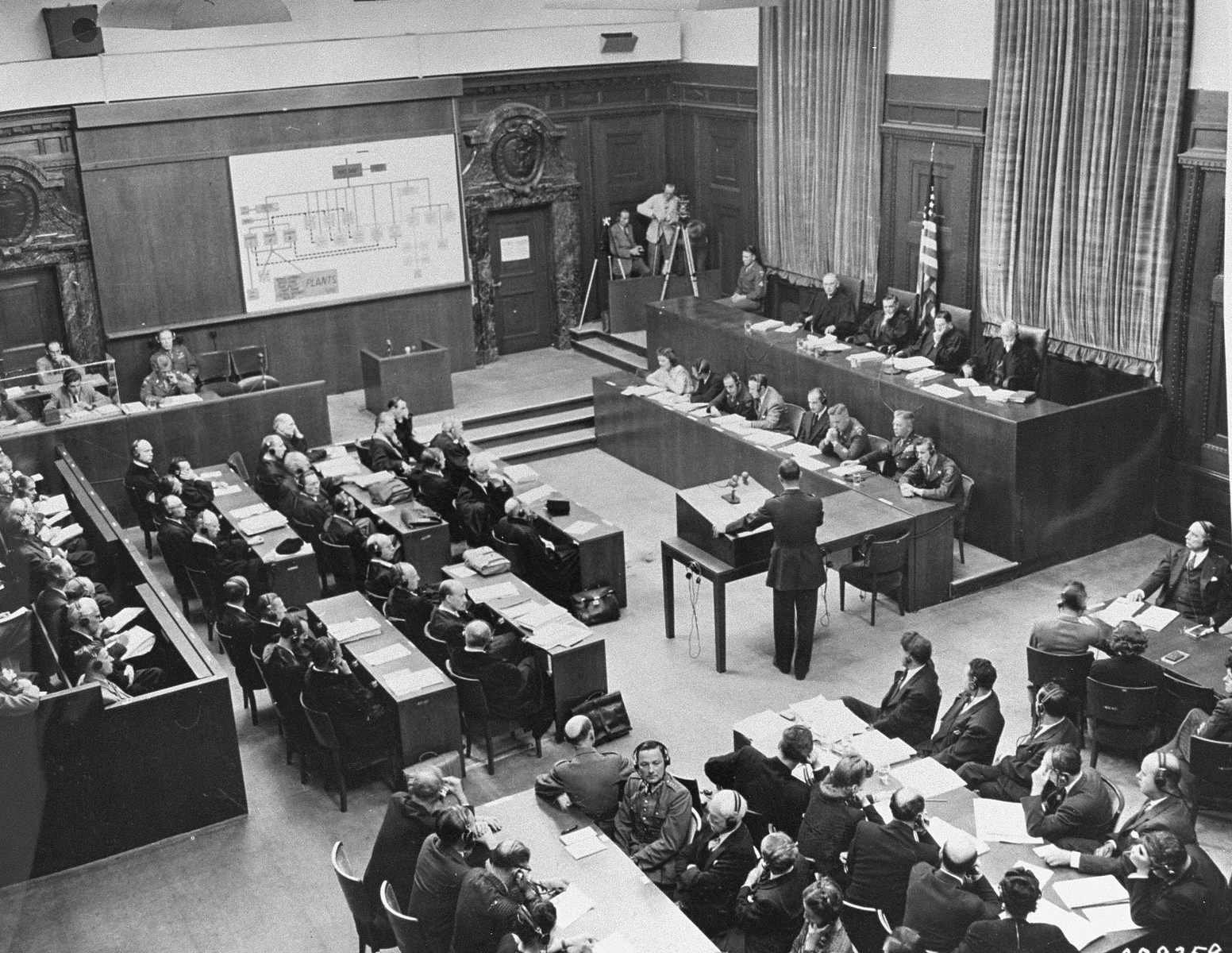
텔포드 테일러가 피고에 대한 사건을 개시하고 있다.

이게파르벤 재판(IG Farben Trial)은 미합중국 대 카를 크라우흐 등 사건(The United States of America vs. Carl Krauch, et al. Case)으로도 알려져 있는데 이 재판은 제2차 세계대전 종전후 미국 당국이 독일 점령지(뉘른베르크)에서 수행한 것으로 전쟁 범죄에 대한 12번의 재판 중 여섯 번째 재판이다. IG 파르벤사는 나치와 동맹을 맺고 홀로코스트에서 수백만 명의 유럽 유태인을 대량 학살하는 데 사용되는 치클론 B 가스를 제조한 민간 독일 화학회사이다.
12번의 재판 모두 뉘른베르크 국제군사 법정이 아닌 미국 군사법정에서 열렸지만 뉘른베르크 국제군사 재판이 이루어진 정의궁의 동일 법정에서 진행됐다. 12번의 미국 재판은 총칭하여 "뉘른베르크 계속재판 " 또는 더욱 공식적으로는 "뉘른베르크 군사 법정(NMT)에서의 전범 재판"으로 알려져 있다. IG 파르벤 재판은 나치 정권 기간 동안 행한 행위에 대하여, 나치 독일의 주요 산업가들에 대하여 이루어진 총 세 번의 재판 중 두 번째 재판이다. (다른 두 산업체 재판은 플리크 재판과 크루프 재판이다. )
이 사건에서 피고인은 모두 독일의 화학 대기업인 이게파르벤사의 이사이다. 제1차 세계 대전 중에 독일은 칠레 질산염 무역이 차단되었지만 이게파르벤사에서 질소 고정을 위한 하버-보쉬 공정이 개발 되어 농업 비료에 사용되는 합성 질산염(질산염은 화약, 다이너마이트 또는 TNT 와 같은 폭발물 제조에 중요한 구성 요소이다)의 생산과 질소의 추출 및 처리를 할 수 있게 되면서, 이 회사는 이미 중요한 역할을 한 적이 있다. 제2차 세계 대전에서 데게쉬사(Degesch, IG 파르벤사가 42.5% 소유)는 나치 학살 수용소의 일부에서 사용된 치클론 B 독가스의 상표권 보유자였다. IG 파르벤은 또한 석탄에서 휘발유와 고무를 합성하는 공정을 개발하여 모든 주요 유전으로부터 차단된 독일의 전쟁 수행 능력에 크게 기여했다. 결과적으로 범죄 혐의는 침략 전쟁을 준비하는 데 집중되었지만 강제 노동과 약탈에도 집중되었다.
제6군사재판소에서 심리된 이 사건의 판사로는, 전 미국 인디애나 주 대법원장이었던 커티스 그로버 쉐이크(Curtis Grover Shake, 재판장), 노스다코타의 제임스 모리스, 루이지애나 주립 대학교 로스쿨 학장인 폴 M. 허버트 및 인디애나 출신의 변호사이자 쉐이크 판사의 친구인 클라렌스 F. 머렐이 대체 판사로 참석했다. 검찰 측의 수석 검사는 텔포드 테일러(Telford Taylor)였다. 공소가 1947년 5월 3일에 제기되어 재판은 1947년 8월 27일부터 1948년 7월 30일까지 계속되었다. 기소된 24명의 피고인 중 13명은 기소된 혐의의 하나 이상에서 유죄 판결을 받았고 이미 복역한 시간을 포함하여 1.5년에서 8년에 이르는 징역형을 선고 받았다. 나머지 중 10명의 피고인은 모든 혐의에 대해 무죄로 선고 받았고, 막스 브뤼게만(Max Brüggemann, 파르벤사의 수석 법률 고문)은 의학적 이유로 재판에서 제외되어 그의 사건은 1947년 9월 9일에 중단되었다.

## 기소
기소된 혐의는 아래와 같다.

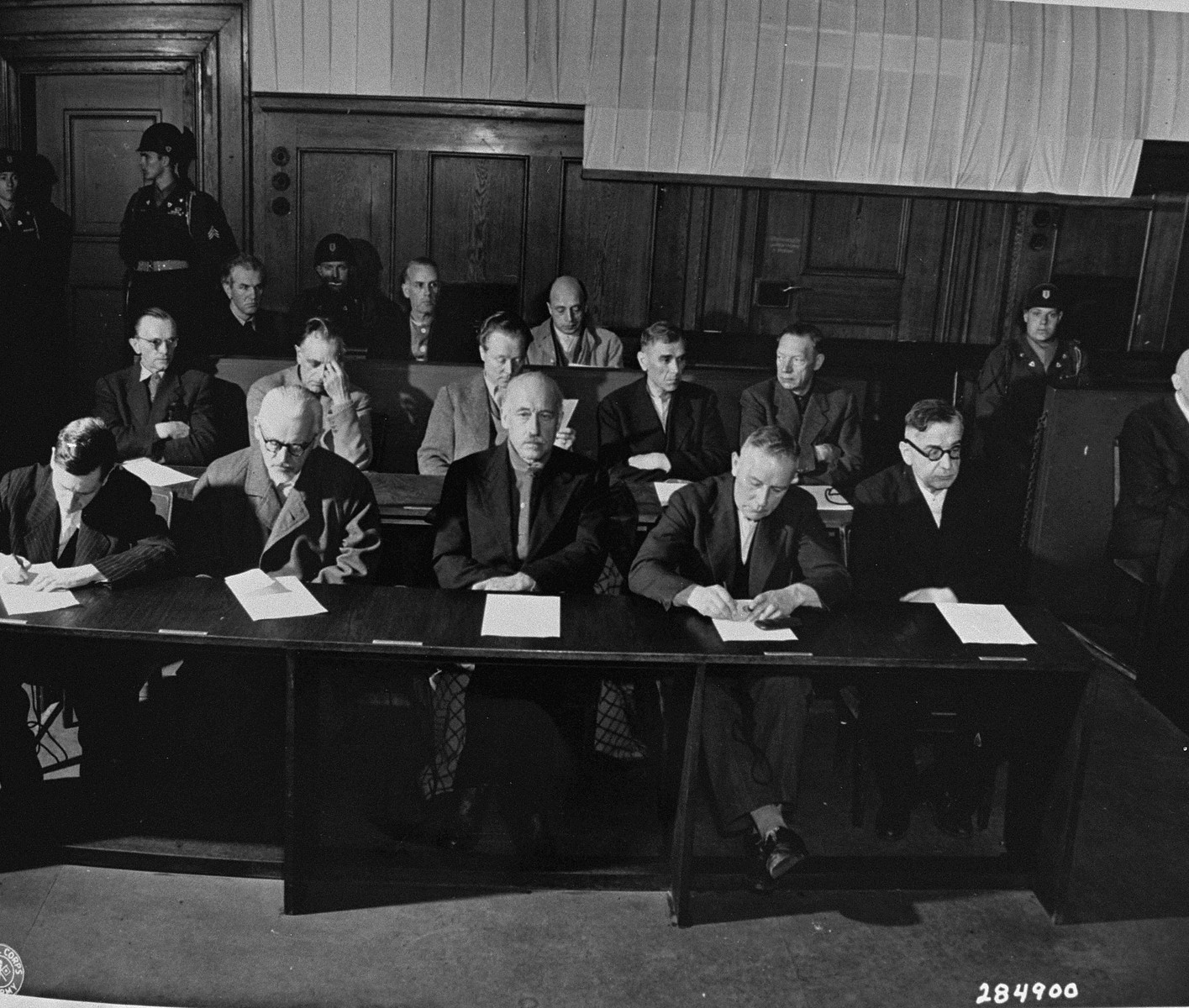
이게파르벤 사건의 피고인들이 공소장을 보고 있다.

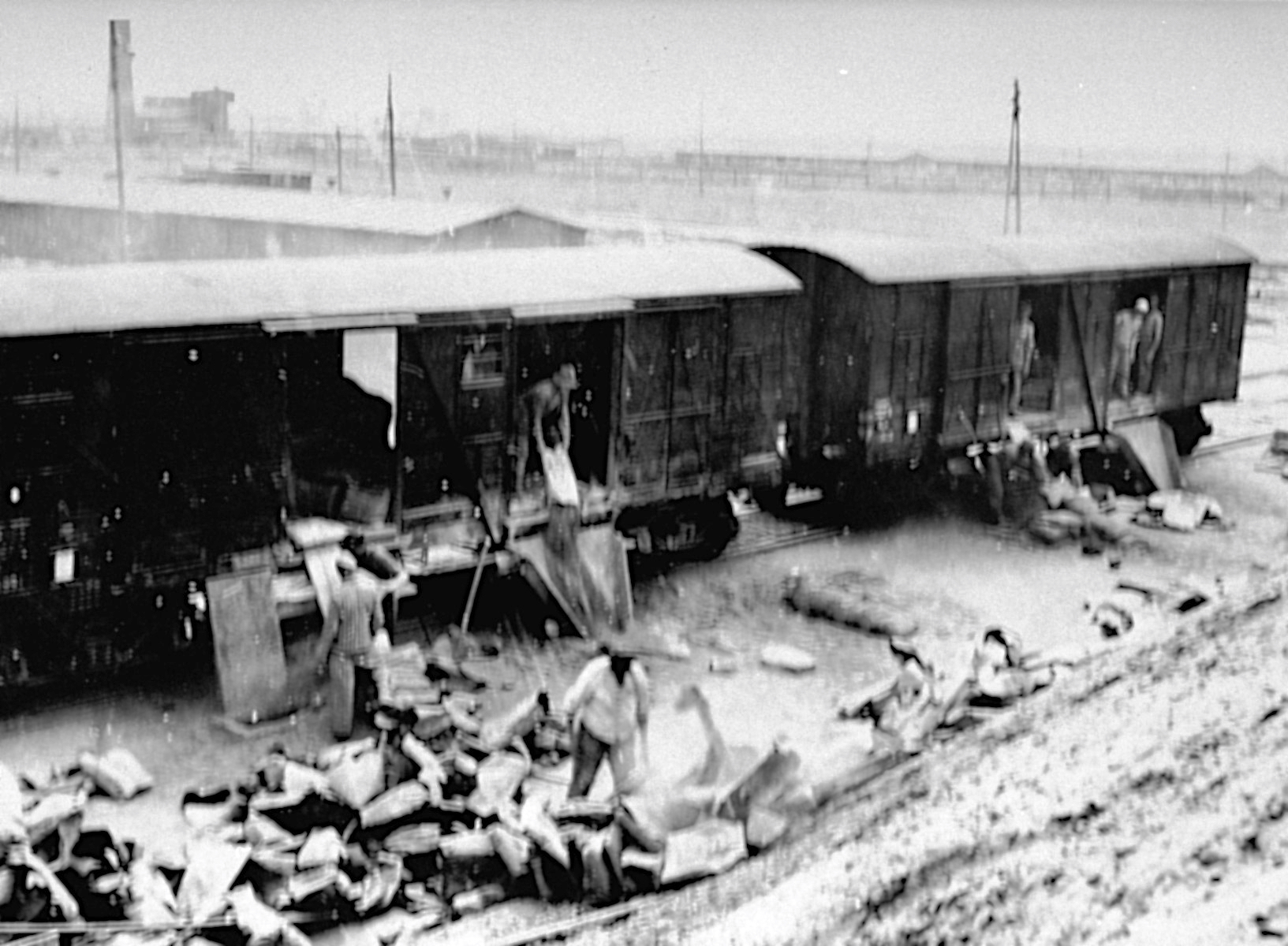
재판에서 증거로 채택된 사진에서 모노비츠(Monowitz) 수감자들이 이게파르벤사를 위해 기차에서 시멘트를 하역하고 있다.

1. 타국에 대한 침략 전쟁 및 침략 전쟁을 계획, 준비, 시작 및 수행 행위.
2. 점령지의 약탈과 약탈, 오스트리아, 체코슬로바키아, 폴란드, 노르웨이, 프랑스, 러시아의 공장 점령을 통한 전쟁 범죄 및 인도에 반한 범죄 .
3. 피점령국의 강제 수용소 수감자와 민간인, 전쟁 포로에 대한 거대한 규모의 노예화 및 강제 노동 이송에 대한 가담을 통한 전쟁 범죄 및 반 인도적 범죄, 노예에 대한 학대, 테러, 고문 및 살인 .
4. 범죄 조직인 SS의 가입.
5. 1, 2, 3번 항목에 언급된 범죄를 저지르기 위한 음모에 대한 주동자 역할.

모든 피고인은 1, 2, 3, 5항에 기소되었는데, 슈나이더(Schneider), 뷔테피시(Bütefisch) 및 폰데어하이데(von der Heyde)의 3명은 4번 "SS 회원 가입" 혐의로 기소되었다. SS는 이전에 국제군사법정(IMT)에 의해 범죄 조직으로 선언되었다.
검찰이 제시한 것으로, 이 회사가 제1차 세계대전 이후 독일의 재무장에 처음부터 깊이 관여했음을 보여주는 광범위한 증거에도 불구하고, 재판소는 침략 전쟁을 준비하고 이를 위한 음모에 대한 혐의를 기각했다. 3번 항목("노예 노동")에서 판결은 "피고인에게 '불가피성'의 변호 혜택을 허용했다."(Telford Taylor, "The Nuremberg War Crimes Trials"; International Conciliation, No. 450, April 1949). 재판부에서는 IG 파르벤사가 수감자를 노예 노동자로 사용하려는 분명한 의도를 가지고 강제 수용소 옆에 공장을 건설한 아우슈비츠의 경우에 대해서만, IG 파르벤이 자발적으로 행동 했음을 증명하기에 충분한 증거로 인정했다. 재판부는 피고인들이 이 사건 하나에 대해서만 책임을 질 수 있다고 결론지었다.

허버트 판사는 "불가피성"이라는 변호가 적용될 수 없고 모든 피고인이 기소된 3항에서 유죄 판결을 받아야 한다고 주장하는 반대의견을 제출했다. 그는 다음과 같이 말했다.
... 기록에 따르면 파르벤사는 새로운 인력이 개발됨에 따라 기꺼이 협력하고 기꺼이 활용했다. 기본적인 인권에 대한 무시는 이 피고인들을 단념시키지 못했다.
제3제국의 노예 노동력 이용에 자발적으로 협조하는 것은 전체 파르벤사의 조직에 스며든 기업 정책의 문제였다. . . . 이러한 이유로 형사 책임은 아우슈비츠의 실제 직접적인 참가자를 넘어선 것이다.  여기에는 다른 파르벤 포르슈탄트(Farben Vorstand) 공장 관리자가 포함되며 기업 정책 형성에 고의로 참여한 모든 사람이 포함된다.
허버트 판사는 판결 후 거의 5개월이 지난 1948년 12월 28일에 성명서를 제출했다.

## 참고 문헌
- Grietje Baars: Capitalism´s Victor´s Justice? The Hidden Stories Behind the Prosecution of Industrialists Post-WWII. In: The Hidden Histories of War Crime Trials. Heller and Simpson, Oxford University Press 2013, ISBN 978-0-19-967114-4.
- Kevin Jon Heller: The Nuremberg Military Tribunals and the Origins of International Criminal Law. Oxford University Press, 2011, ISBN 978-0-19-955431-7.
- Florian Jeßberger: Von den Ursprüngen eines „Wirtschaftsvölkerstrafrechts“: Die I.G. Farben vor Gericht. In: Juristenzeitung. 2009.
- Stefan H. Lindner: Das Urteil im I.G.-Farben-Prozess. In: NMT – Die Nürnberger Militärtribunale zwischen  Geschichte, Gerechtigkeit und Rechtschöpfung. Priemel und Stiller, Hamburger Edition 2013, ISBN 978-3-86854-577-7